# Élection présidentielle américaine de 1892 en Pennsylvanie
L'élection présidentielle américaine de 1892 en Pennsylvanie a lieu le 8 novembre 1892 comme dans les 43 autres États qui composent alors les États-Unis. Les électeurs pennsylvaniens choisissent des grands électeurs pour les représenter dans le collège électoral à travers un vote populaire. La Pennsylvanie dispose en 1892 de 32 grands électeurs. L'État donne l'ensemble de ses grands électeurs au candidat du Parti républicain président des États-Unis sortant Benjamin Harrison. 
Le candidat vainqueur de ce scrutin dans tout le pays sera néanmoins Cleveland, qui débutera un second mandat non consécutif à la présidence des États-Unis le 4 mars 1893 et restera en fonctions jusqu'au 4 mars 1897, date à laquelle William McKinley lui succédera.